# 奧廷根

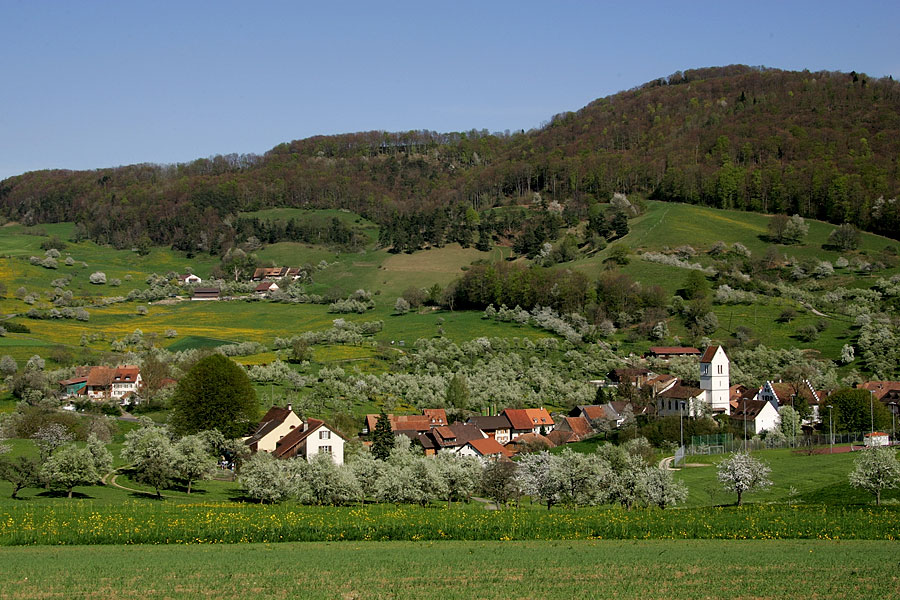

奧廷根是瑞士的城鎮，位於該國北部，由巴塞爾鄉村州負責管轄，面積7.18平方公里，海拔高度576米，2012年人口482，七成半人口信奉基督教，人口密度每平方公里67人。